# 鳩杖

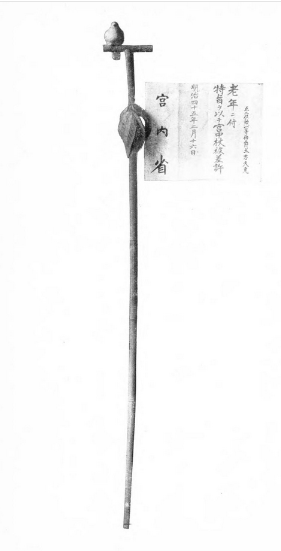
鳩の杖。伯爵土方久元が下賜されたもの

鳩杖（はとづえ、きゅうじょう、はとのつえ）は、頭部の握りにハトの飾りがつけられた杖である。高齢者に、その長寿を賀するために、下賜され、あるいは贈呈された。奈良時代には「霊壽杖」と呼ばれた。

## 概要
中国の史書『後漢書』礼儀志には「仲秋之月、県道皆案戸比民。年始七十者、授之以王杖、餔之糜粥。八十九十、礼有加賜。王杖長〔九〕尺、端以鳩鳥為飾。鳩者、不噎之鳥也。欲老人不噎」とある。このハトを飾った王杖の由来は、『風俗通義』佚文にある劉邦の危機を鳩が救ったという物語に依るとされる。またハトは飲食の時にむせないとされたため、高齢者の健康を祈る意味で用いられるようになったとも。
鳩杖は日本にも伝来しており、例えば「藤原俊成卿九十賀記」の建仁3年（1203年）11月23日条に、壽算を祝う和歌とともに「置鳩杖、以銀作之、件杖竹形也、其上居鳩也、有一枝二葉、件葉書和歌」とある。『増鏡』巻八「あすか川」の記述として、文永7年（1270年）神無月に兵部卿四条隆親が銀製の杖で先が黄金で作られた鳩杖を贈る場面が見られる。14世紀成立の『太平記』巻6にも記述が見られる。室町時代の『下学集』にも「鳩不噎之鳥也」とあり、ハトは物をついばむときにむせないとされることにあやかって、頭部にハトの飾りが付けられた。のちに、80歳以上の功臣に宮中から下賜された。

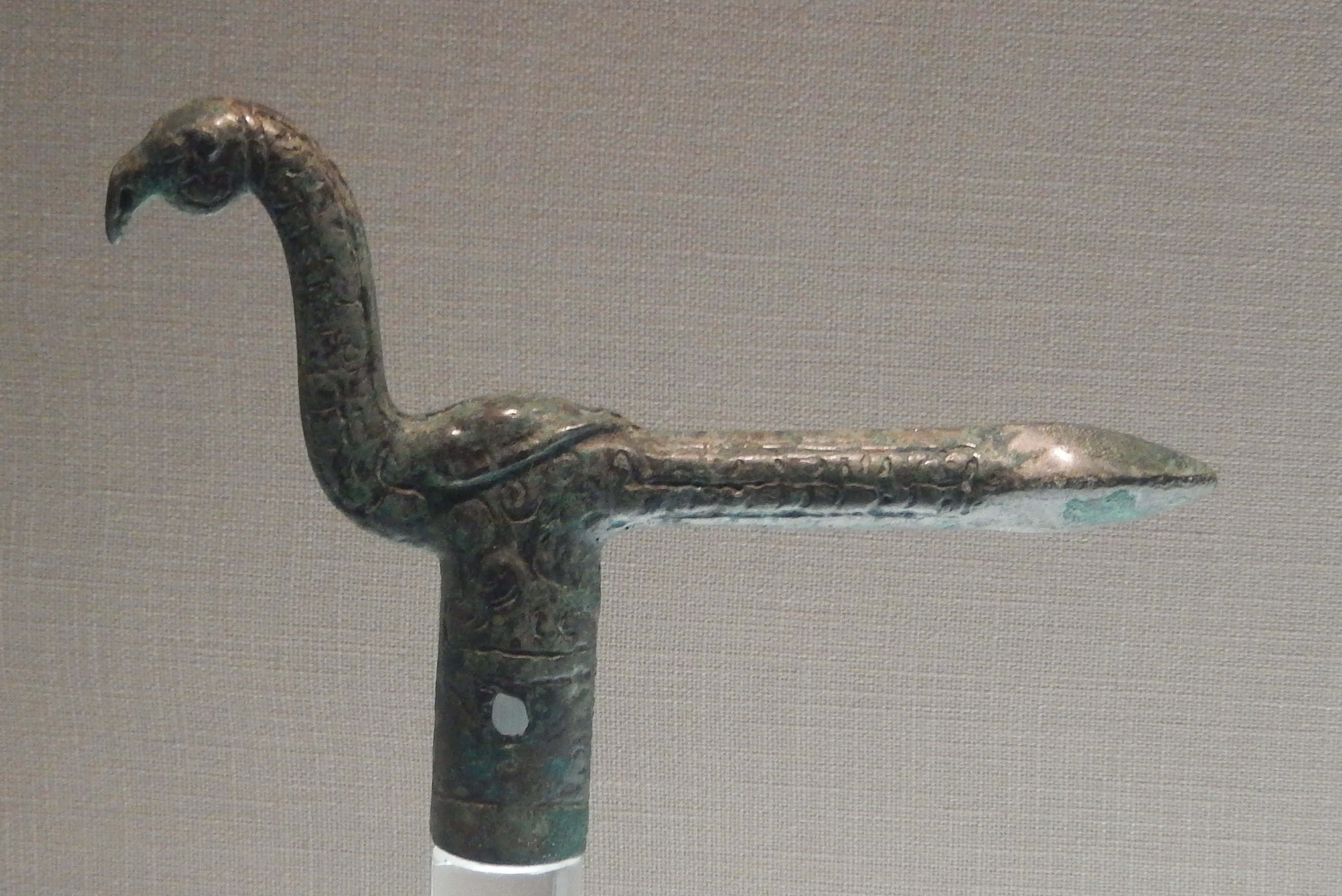
中国戦国時代の鳩杖の一部
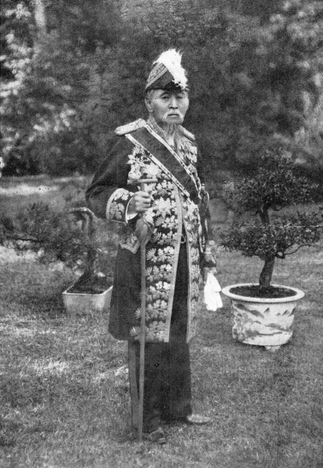
鳩の杖を手に正装の伯爵土方久元。明治45年、80歳
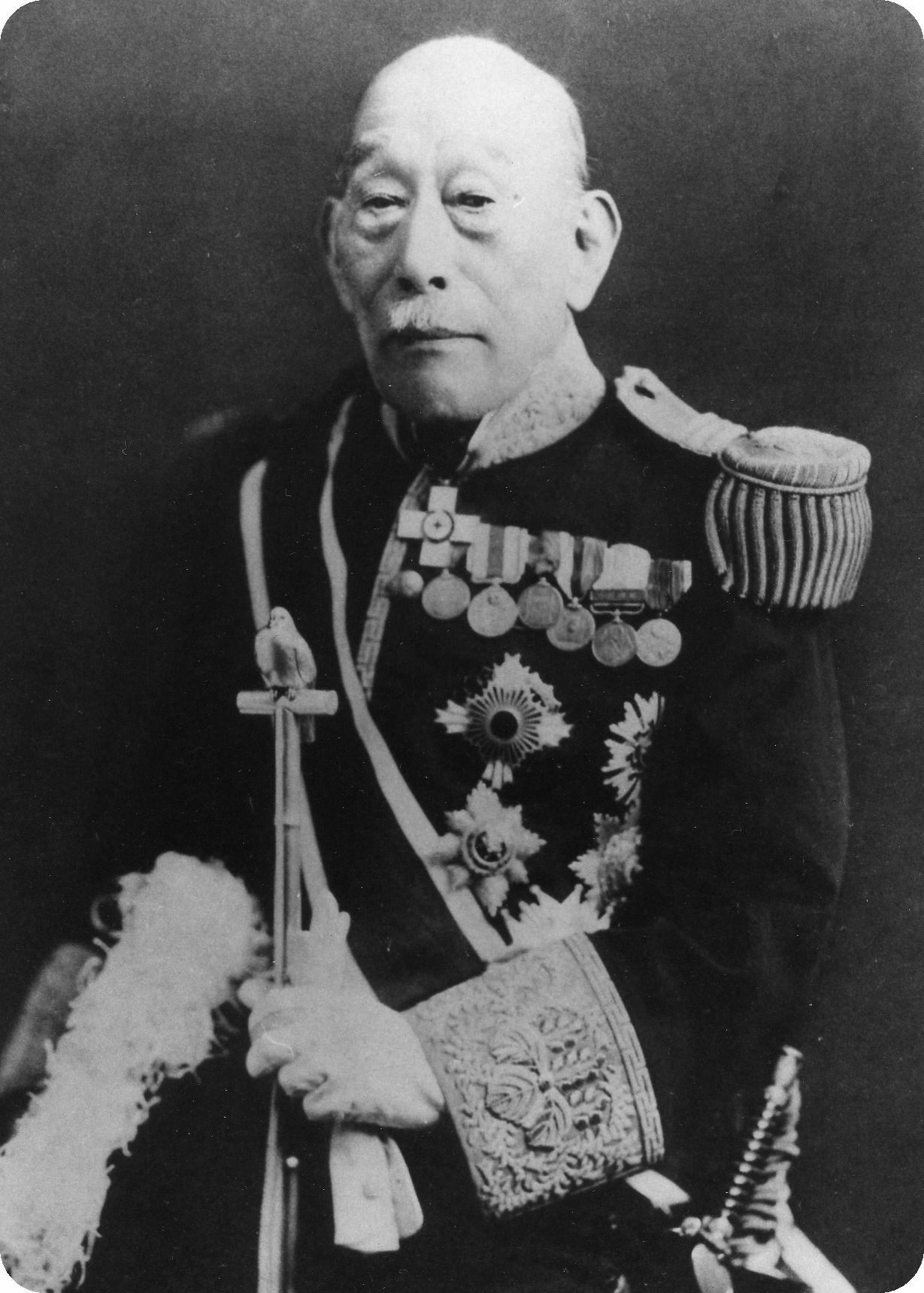
昭和4年に80歳を迎え、宮中から鳩杖を下賜された清浦奎吾伯爵